# Овечья шерсть
Овечья шерсть — текстильный материал, полученный из волосяного покрова домашних овец, используется для производства одежды, постельных принадлежностей, домашнего текстиля и аксессуаров. Овечья шерсть обладает целебными свойствами благодаря содержащемуся в ней ланолину. Вещество активируется при температуре 35-37 градусов по Цельсию и, проникая сквозь кожу, благотворно воздействует на мышцы и суставы, стимулируя кровообращение. Использование шерстяных изделий показано людям, страдающим от радикулита, остеохондроза и высокого кровяного давления.
Благодаря уникальной структуре шерсть дышит, между ее волокнами располагаются особые воздушные полости, внутри которых циркулирует воздух. Он помогает выводить лишнее тепло и влагу, создавая комфортный микроклимат.

## Процесс производства

#### Стрижка
Овец обычно стригут один раз в год - весной. Но существует несколько разновидностей животного, некоторых стригут раз в квартал. Опытный стригаль может за день подстричь до 200 особей. Вес руна овцы может достигать от 2,5 до 8 кг. Существует два вида стрижки - ручная и машинная. Ручная стрижка производится специальными ножницами. Захватив одной рукой шерстяное полотно, второй - стригаль аккуратно ножницами срезает часть шерсти, не прерывая его. Единым ровным пластом с овец срезается вся шерсть накопленная животным за год. Минус данного способа - на процедуру стрижки необходимо большое количество времени. Ручная стрижка сейчас используется только небольшими сельскими хозяйствами, которые насчитывают небольшое поголовье скота.

#### Сортировка
Под сортировкой принято понимать процесс разрыва руна на кусочки волокон разного качества, качество зависит от части тела особи, с которого срезана шерсть. Шерсть сортируется по своим физическим свойствам: цвету, длине, состоянию. Наилучшее качество шерсти исходит с плеч и боков овцы, из такой шерсти впоследствии делают одежду. Меньшим качеством обладает шерсть, срезанная с голеней, из нее производят ковры и аксессуары. Сельскохозяйственные специалисты отмечают, что высокое качество шерсти не гарантирует высокую прочность.

#### Очищение шерсти
Состриженная шерсть, не проходившая обработку, называется "сырой" или "жирной". Ее состав от 30 до 70 процентов состоит из песка, грязи, жира и засохшего пота. Для очищения от загрязнений шерсть вымачивают в щелочных ванных, содержащих воду, мыло и кальцинированную соду или щелочной аналог. Побочные продукты процесса, такие как ланолин, оставляют для дальнейшего использования. Ролики чистящей машины отжимают лишнюю воду, но шерсти не дают полностью высохнуть. При ручной обработке в домашних условиях очищение производится стиркой пряжи, предварительно шерсть очищается механически при ручном вычёсывании.

#### Вычесывание шерсти
Очищенные волокна шерсти отправляются на чесальный станок, где их пропускают через валики с тонкими металлическими зубьями (устроенными по принципу расчески). В ходе процесса волокна распутываются на ровные пряди, удаляются оставшиеся после чистки остатки грязи, удаляются короткие волокна. В результате получается гладкое ровное полотно, которое отправляется на прядение.

#### Прядение
Шерстяная нитка получается путем спирального скручивания нескольких отдельных волокон в одно. Благодаря своей структуре волокна цепляются друг к другу, поэтому их довольно легко соединить между собой. Прядение шерстяных нитей обычно происходит на прядильном станке. После процесса прядения пряжу обычно оборачивают вокруг бобин.

#### Ткачество
После получения пряжи переходят к ткачеству. На ткацких станках производят шерстяную ткань. Производители шерстяной ткани в основном используют два переплетения шерстяных нитей: простое переплетение и саржа. В результате получают ткань слабого плетения с мягкой благодаря ворсу поверхностью. Из камвольной пряжи получаются более тонкие и плотные ткани, есть возможность производить ее с изысканными узорами. Камвольные ткани производятся из шерсти гребенным методом плетения. Для этого используют длинные одинаковой по толщине волокна, которые подвергаются многократному прочесыванию и параллелизации волокон. Благодаря гладкости камвольные ткани меньше подвержены загрязнению и более просты и удобны в эксплуатации. Такая ткань более прочная, а изделия из нее соответственно более дорогие.
Полученные шерстяные ткани проходят серию финальных процедур. Среди них: погружение в воду для сцепления волокон, процедура термоусадки и иногда окрашивание. Шерстяные волокна могут быть окрашены как до этапа вычесывания, так и на этапе, когда из них уже произведена ткань.
В процессе производства шерсти особое внимание также уделяют промышленным отходам. Внимание к этому аспекту бизнеса шерстяной промышленности напрямую влияет на прибыль. Таким образом выделяют несколько классов отходов. Гребенные очесы - это короткие волокна шерсти, которые отделяются от длинной в процессе вычесывания. По своему качеству она равнозначны с обычными волокнами шерсти. Из-за своей небольшой длины они являются одним из основных источников отходов в процессе производства. Их собирают и используют повторно для производства высококачественной продукции. Мягкие отходы - это также класс высококачественного материала, который выпадает на этапах прядения и кардного производства. Этот материал собирается и повторно вводится в процесс, из которого был получен. Твердые отходы - этот материал образуется в процессе прядения, скручивания, намотки на бобины. Он требует трудозатратной переработки и поэтому имеет меньшую ценность. Отделочные отходы - эта категория включает в себя большое количество отрезов, коротких концов, пробных и дефектных обрезов. Так как этот класс довольно разнообразен, для извлечения материала, который можно было бы использовать требуются сложные этапы сортировки и очистки. Следовательно, эта категория отходов обладает самым низким индексом для возможной переработки.

## Контроль качества
Контроль качества в производстве шерстяных тканей в большей степени осуществляется визуально, на ощупь и измерениями. Свободные нити удаляются пинцетоподобными инструментами, которые называются "чистильным станком", узелки затягиваются на изнаночную сторону. Ткань проверяется на наличие пятен и дефектов прежде чем покинуть производство.
В 1941 году Конгресс США принял закон о маркировке шерстяных изделий. Суть закона заключалась в защите как потребителей, так и производителей от подделки шерстяных тканей, за счет искусственных и смесовых материалов. Закон требовал, чтобы на упаковки продукции, содержащей шерсть, была нанесена этикетка с составом ткани. Исключением стали обивочные и ткани для напольных покрытий.

## История
Антропологами принято полагать, что использование шерсти стало следствием необходимости выживать. Уже в эпоху неолита в поисках средств защиты и тепла люди пришлю к использованию шкур животных в качестве одежды. Вскоре появились первые примитивные инструменты для изготовления шерсти. Известно, что к 4000 году до н. э. жители Вавилона использовали одежду из шерсти. Активно развивалось животноводство с целью получения шерсти. Овечья шерсть была признана одной из самых практичных в использовании.
В ХI-XII веках жители Англии преуспели в разведении овец, в свою очередь фламандцы славились опытом ее обработки. Процветала торговля шерстью, британцы продавали шерсть фламандцам, а те обрабатывали сырье и продавали его англичанам. Позднее оценив преимущества обработки шерсти, англичане укрепили свои позиции в области производства шерсти путем принятия законов и эмбарго. Так, например, судьи, профессора и студенты должны были носить одежду из английской шерсти. Другой закон гласил, что мертвые должны быть похоронены в одежде из шерсти британского производства.
Когда американские колонии попытались конкурировать с метрополией в производстве и обработке шерсти, англичане приняли ряд законов в попытке защитить «золотое руно». Один из законов грозил нарушителю ампутацией руки, в случае если колониста ловили на попытке изменить родословную американских овец.
Сегодня[когда?] главными поставщиками сырья овечьей шерсти являются Австралия, Аргентина, США и Новая Зеландия, среди которых Австралия занимает лидирующую позицию. На австралийскую шерсть приходится около четверти всего производства овечьей шерсти. США же являются крупнейшим потребителем шерстяных тканей.
В настоящее время[когда?] широкое использование и спрос на шерсть настолько велики, что нет никаких сомнений[кто?], что шерсть по-прежнему продолжит занимать свое почетное место в текстильной промышленности. Только появление инновационного материала, который сможет сочетать в себе все качества шерсти: тепло, долговечность и ценность, сможет поставить под угрозу популярность натуральной шерсти.